# KV10
KV10은 이집트 룩소르 인근 왕가의 계곡에 위치한 무덤으로, 고대 이집트 제19왕조의 파라오 아멘메세의 안장을 위해 조성된 것으로 알려져 있다. 그러나 아멘메세가 실제로 여기에 묻혔다는 증거는 없으며, 내부 장식 벽화도 제20왕조 후기의 이집트 왕비였던 타카트 (Takhat)와 바케트웨르넬 (Baketwernel)의 벽화로 바뀌었다.
일찍이 고대에 개방된 무덤으로 19세기 들어 고고학자 리처드 포코크, 장프랑수아 샹폴리옹, 칼 리처드 렙시어스가 방문했으며, 에드워드 R. 에어턴이 간단한 조사를 마쳤다. 1992년 미국 멤피스 대학교의 오토 샤덴이 주도하는 연구팀이 재조사를 실시하였다.

## 참고자료
- Reeves, N & Wilkinson, R.H. The Complete Valley of the Kings, 1996, Thames and Hudson, London.
- Siliotti, A. Guide to the Valley of the Kings and to the Theban Necropolises and Temples, 1996, A.A. Gaddis, Cairo.